# Emilio Tadini
Emilio Tadini (Milano, 5 giugno 1927 – Milano, 25 settembre 2002) è stato un pittore, scrittore, poeta, drammaturgo, traduttore e giornalista italiano, presidente dell'Accademia di Belle Arti di Brera dal 1997 al 2000.

## Biografia
Dopo essersi laureato in Lettere presso l'Università Cattolica del Sacro Cuore di Milano, Tadini ha iniziato la sua attività letteraria ad appena 20 anni sulla rivista Il Politecnico di Elio Vittorini nel 1947 dove pubblica La passione secondo Matteo e vince il premio Serra con alla giuria Montale, Solmi e Muscetta. Da allora non interrompe mai la sua passione per la scrittura e pubblica saggi, romanzi, poesie e monologhi. Tra i suoi scritti La lunga notte vince il Premio Selezione Campiello 1987; La tempesta ottiene il Premio Nazionale Rhegium Julii e il Premio Bergamo e diventa spettacolo teatrale al Franco Parenti.
Traduce anche opere importanti del Novecento come Stendhal, Pound, Eliot, Céline, Faulkner per editori come Einaudi e tanti altri.
Ha esposto le sue prime opere negli anni sessanta. La sua prima mostra è a Venezia alla Galleria del Cavallino e il suo primo collezionista è l'artista Tancredi. È stato invitato alla Biennale di Venezia nel '78 e '82. 
Il suo lavoro pittorico si sviluppa in diversi cicli. Si lascia influenzare dalla Pop Art inglese, dalla pittura di De Chirico e Picasso e sviluppa un linguaggio sempre più raffinato, originale di onirico di figurazione. Dal 1992 inizia a scrivere di arte e letteratura per il  Corriere della Sera. Nel 1997 è autore e conduttore della trasmissione Contesto su Tele+. Dal 2000 al 2001 collabora con la RSI Cultural (Radiotelevisione svizzera), ma anche con la Rai. Diventa direttore del Premio Bagutta e membro della giuria del Premio IX Italo Calvino 1996.
Nel 2001 si è tenuta a Milano a Palazzo Reale la sua ultima retrospettiva. Dopo la sua morte (2002) dal 24 al 25 settembre 2004, presso il Palazzo Reale di Milano, Fondazione Corriere della Sera organizza il Convegno Le figure, le cose, a cui partecipano personaggi di spicco della cultura, dell’arte, del giornalismo come Ferruccio de Bortoli, Umberto Eco, Paolo Fabbri, Valerio Adami, Carlo Arturo Quintavalle. Muore a Milano il 25 settembre 2002 all'età di 75 anni. Viene cremato al cimitero di Lambrate, con le ceneri poi tumulate in una celletta.
In sua memoria è stato fondato nel 2008 un museo a Milano, Spazio Tadini, inserito all'interno del circuito Storie Milanesi. È stato fondato da Francesco Tadini e Carmela (Melina) Scalise e sono in mostra permanente opere pittoriche e letterarie di Emilio Tadini, è possibile visitare il suo atelier e anche mostre di arte contemporanea. Il museo è anche sede dell'archivio di Emilio Tadini.

## Opere

### Pittura
Il suo lavoro artistico è stato intenso dedicandosi in particolare alla pittura e al disegno, ma anche alla scultura (vetro, ferro) e all'applicazione dell'arte nel design sia tessile che del mobile, tanto quanto nella pubblicità. Ha collaborato con diverse aziende come Renault, Costa Crociere, Swacth, Henry Glass, Gazzetta dello Sport, sua è per esempio l'immagine dell'84 giro d'Italia. 
I suoi più importanti cicli pittorici: 
- Saggio sul Nazismo (1960)
- Il posto dei bambini (1966)
- Vita di Voltaire (1967)
- L’uomo dell’organizzazione (1968)
- Color & Co (1969)
- Viaggio in Italia (1970)
- Paesaggio di Malevic (1971)
- Archeologia (1972)
- Magazine Réunis (1973)
- Museo dell’Uomo (1974)
- Disordine in corpo classico (1981)
- Profughi (1986)
- Città italiane (1988)
- Il ballo dei filosofi (1995)
- Nature morte
- Fiabe 1999

- Nel 1997 ha realizzato il drappellone per il Palio di luglio, vinto dalla Giraffa
- Nel 2000 ha realizzato un grande mosaico per la sede di Radio Popolare[5].

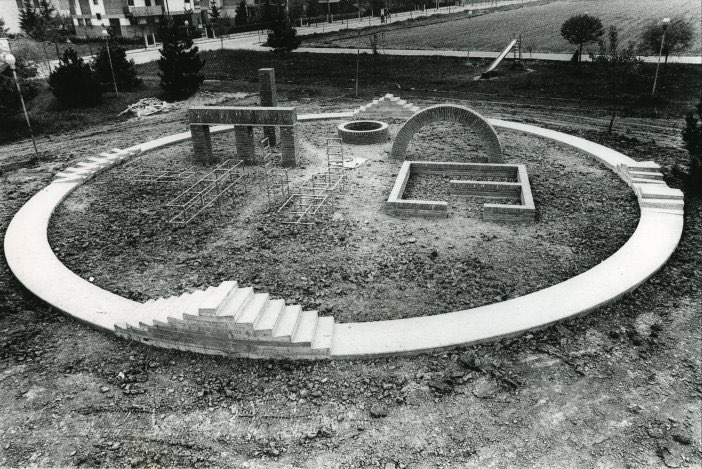
Borgotondo (Mirandola, 1979)

Tra gli ambienti permanenti, realizzati dall'artista ed attualmente visitabili si segnala:
- Borgotondo, parco giochi di Mirandola (Modena), realizzato nel 1979 unitamente agli artisti Gianni Colombo e Gianfranco Pardi[6] in occasione dell'Anno internazionale del bambino;

### Scrittura
Alcuni titoli di suoi saggi, romanzi e raccolte di poesie:
- La passione secondo San Matteo (1947) - vince il premio Serra
- Tre poemetti (1960)
- Le armi l'amore (1963)
- L'Opera (1980)
- La lunga notte (1987)
- L'insieme delle cose (1991)
- La tempesta (1993)
- La deposizione (1997)
- La distanza (Einaudi 1998)
- L'occhio della pittura (1999)
- La fiaba della pittura (2002)

Pubblicati postumi
- Eccetera (2002) a cura di Francesco Tadini
- Poemetti e Poesie a cura di Anna Modena

## Emilio Tadini nei musei
- Galleria civica di Modena
- Galleria nazionale d'arte moderna e contemporanea di Roma
- Museo del Novecento di Milano
- Casa Museo Spazio Tadini - Milano
- Museo della Permanente di Milano
- Museo dello CSAC - Centro studi e archivio della comunicazione di Parma
- MODE - Museo Officina Dell'Educazione Università di Bologna Archiviato il 5 marzo 2017 in Internet Archive.
- Museo Carnevalotto (Viareggio)
- Museo Santa Barbara  MuSaBa di Mammola (RC)
- Musei Impresa - archivio Storico del Gruppo SISAL
- Mambo - Museo di Arte Moderna di Bologna
- Museo Parisi Valle di Maccagno (Varese)
- Fondazione Roma Museo
- Museo Kartell (Noviglio-Mi)
- Museo di Arti Figurative di Potenza
- MACAM- Museo d'arte contemporanea all'Aperto di Maglione (Torino) Archiviato il 5 marzo 2017 in Internet Archive.
- Museo Civico di Arte Moderna - Castello di Masnago (Mi)
- MAGA- Museo arte di Gallarate
- Musei Civici Enrico Butti di Viggiù (VA)
- MAPP- Museo D'arte Paolo Pini (mi)
- Musei Civici di Cagliari
- Museo della Penna Aurora